# Camera Link
Camera Link – protokół komunikacji szeregowej zaprojektowany dla systemów wizyjnych, oparty na interfejsie Channel Link firmy National Semiconductor; zaprojektowany celem standaryzacji naukowych i przemysłowych urządzeń wideo, tj. kamery, okablowanie, frame grabbery. Standard Camera Link jest nadzorowany przez AIA (Automated Imaging Association).